# Campeonato Mundial de Atletismo de 2017 - Arremesso de peso masculino
A competição do arremesso de peso masculino no Campeonato Mundial de Atletismo de 2017 foi realizada no Estádio Olímpico de Londres nos dias 5 e 6 de agosto. Tomas Walsh da Nova Zelândia levou a medalha de ouro. 

## Recordes
Antes da competição, os recordes eram os seguintes:
| Recorde mundial                               | Randy Barnes (USA)     | 23.12 | Westwood, Estados Unidos      | 20 de maio de 1990    |
| Recorde do campeonato                         | Werner Günthör (SUI)   | 22.23 | Roma, Itália                  | 29 de agosto de 1987  |
| Recorde do ano                                | Ryan Crouser (USA)     | 22.65 | Sacramento, Estados Unidos    | 25 de junho de 2017   |
| Recorde africano                              | Janus Robberts (RSA)   | 21.97 | Eugene, Estados Unidos        | 2 de junho de 2001    |
| Recorde asiático                              | Sultan Al-Hebshi (KSA) | 21.13 | Doha, Catar                   | 8 de maio de 2009     |
| Recorde da América do Norte, Central e Caribe | Randy Barnes (USA)     | 23.12 | Westwood, Estados Unidos      | 20 de maio de 1990    |
| Recorde da América do Sul                     | Darlan Romani (BRA)    | 21.82 | São Bernardo do Campo, Brasil | 3 de junho de 2007    |
| Recorde europeu                               | Ulf Timmermann (GDR)   | 23.06 | Chania, Grécia                | 22 de maio de 1988    |
| Recorde da Oceania                            | Tomas Walsh (NZL)      | 22.21 | Zagreb, Croácia               | 5 de setembro de 2016 |

## Medalhistas
| Ouro              | Prata            | Bronze            |
| Tomas Walsh (NZL) | Joe Kovacs (USA) | Stipe Žunić (CRO) |

## Tempo de qualificação
| Tempo de qualificação |
| --------------------- |
| 20.50 metros          |

## Calendário
| Data                | Horário | Fase         |
| ------------------- | ------- | ------------ |
| 5 de agosto de 2017 | 10:00   | Qualificação |
| 6 de agosto de 2017 | 20:35   | Final        |

Todos os horários estão no horário local (UTC+1)

## Resultados

### Qualificação
Qualificação: 20,75 m (Q) ou as doze melhores performances (q) 
| Pos. | Grupo | Atleta                | Nacionalidade               | Tentativa | Tentativa | Tentativa | Marca | Notas |
| Pos. | Grupo | Atleta                | Nacionalidade               | 1         | 2         | 3         | Marca | Notas |
| ---- | ----- | --------------------- | --------------------------- | --------- | --------- | --------- | ----- | ----- |
| 1    | A     | Tomas Walsh           | Nova Zelândia               | 22.14     | 99 !      | 99 !      | 22.14 | Q,    |
| 2    | B     | David Storl           | Alemanha                    | 21.41     | 99 !      | 99 !      | 21.41 | Q     |
| 3    | A     | Michał Haratyk        | Polónia                     | 21.27     | 99 !      | 99 !      | 21.27 | Q     |
| 4    | A     | Darrell Hill          | Estados Unidos              | x         | x         | 21.11     | 21.11 | Q     |
| 5    | B     | Jacko Gill            | Nova Zelândia               | 20.96     | 99 !      | 99 !      | 20.96 | Q     |
| 6    | B     | Ryan Crouser          | Estados Unidos              | 20.90     | 99 !      | 99 !      | 20.90 | Q     |
| 7    | B     | Stipe Žunić           | Croácia                     | 20.86     | 99 !      | 99 !      | 20.86 | Q     |
| 8    | B     | Ryan Whiting          | Estados Unidos              | 20.84     | 99 !      | 99 !      | 20.84 | Q     |
| 9    | B     | Tomáš Stanek          | Chéquia                     | 20.76     | 99 !      | 99 !      | 20.76 | Q     |
| 10   | A     | Joe Kovacs            | Estados Unidos              | 20.62     | 20.67     | x         | 20.67 | q     |
| 11   | A     | Andrei Gag            | Roménia                     | 20.31     | x         | 20.61     | 20.61 | q,    |
| 12   | B     | Konrad Bukowiecki     | Polónia                     | x         | 20.11     | 20.55     | 20.55 | q     |
| 13   | A     | Jakub Szyszkowski     | Polónia                     | 19.13     | 19.50     | 20.54     | 20.54 |       |
| 14   | A     | Filip Mihaljević      | Croácia                     | x         | x         | 20.33     | 20.33 |       |
| 15   | B     | Darlan Romani         | Brasil                      | x         | 20.21     | 19.91     | 20.21 |       |
| 16   | A     | Tim Nedow             | Canadá                      | 19.66     | 20.09     | 20.03     | 20.09 |       |
| 17   | A     | Tsanko Arnaudov       | Portugal                    | 19.83     | 20.02     | 20.08     | 20.08 |       |
| 18   | A     | Ladislav Prášil       | Chéquia                     | 20.04     | 19.76     | 19.92     | 20.04 |       |
| 19   | A     | O'Dayne Richards      | Jamaica                     | x         | 19.84     | 19.95     | 19.95 |       |
| 20   | B     | Damien Birkinhead     | Austrália                   | 19.90     | 19.79     | 19.50     | 19.90 |       |
| 21   | A     | Mesud Pezer           | Bósnia e Herzegovina        | x         | 19.51     | 19.88     | 19.88 |       |
| 22   | A     | Carlos Tobalina       | Espanha                     | 19.38     | 19.87     | x         | 19.87 |       |
| 23   | A     | Orazio Cremona        | África do Sul               | 19.81     | 19.61     | 19.35     | 19.81 |       |
| 24   | A     | Franck Elemba         | República do Congo          | 19.18     | 19.74     | 19.40     | 19.74 |       |
| 25   | B     | Chukwuebuka Enekwechi | Nigéria                     | 19.27     | 19.70     | 19.72     | 19.72 |       |
| 26   | A     | Aleksandr Lesnoy      | Atletas Neutros Autorizados | x         | 19.67     | x         | 19.67 |       |
| 27   | B     | Jaco Engelbrecht      | África do Sul               | 18.62     | 19.59     | 19.56     | 19.59 |       |
| 28   | B     | Aliaksei Nichypar     | Bielorrússia                | 19.39     | 19.54     | 19.41     | 19.54 |       |
| 29   | B     | Francisco Belo        | Portugal                    | 18.28     | 19.47     | x         | 19.47 |       |
| 30   | B     | Mostafa Amr Hassan    | Egito                       | 19.23     | x         | 19.15     | 19.23 |       |
| 31   | B     | Bob Bertemes          | Luxemburgo                  | x         | 18.93     | 19.10     | 19.10 |       |
| 32   | B     | Hamza Alić            | Bósnia e Herzegovina        | x         | 18.95     | x         | 18.95 |       |

### Final
A final da prova ocorreu dia 6 de agosto às 20:35. 
| Pos.              | Atleta            | Nacionalidade  | Tentativa | Tentativa | Tentativa | Tentativa | Tentativa | Tentativa | Marca | Notas |
| Pos.              | Atleta            | Nacionalidade  | 1         | 2         | 3         | 4         | 5         | 6         | Marca | Notas |
| ----------------- | ----------------- | -------------- | --------- | --------- | --------- | --------- | --------- | --------- | ----- | ----- |
| Medalha de ouro   | Tomas Walsh       | Nova Zelândia  | 21.38     | 21.64     | 21.75     | 21.70     | 21.63     | 22.03     | 22.03 |       |
| Medalha de prata  | Joe Kovacs        | Estados Unidos | 21.48     | 20.88     | 21.66     | x         | 21.17     | x         | 21.66 |       |
| Medalha de bronze | Stipe Žunić       | Croácia        | 21.01     | 21.46     | 21.04     | 21.08     | x         | x         | 21.46 |       |
| 4                 | Tomáš Staněk      | Chéquia        | 21.04     | 21.41     | x         | x         | x         | 20.99     | 21.41 |       |
| 5                 | Michał Haratyk    | Polónia        | 20.49     | 20.52     | 21.00     | 20.83     | 21.41     | 20.98     | 21.41 |       |
| 6                 | Ryan Crouser      | Estados Unidos | 21.07     | 21.09     | x         | x         | 21.20     | 21.14     | 21.20 |       |
| 7                 | Ryan Whiting      | Estados Unidos | 20.82     | x         | 20.66     | x         | x         | 21.09     | 21.09 |       |
| 8                 | Konrad Bukowiecki | Polónia        | x         | 20.65     | 20.89     | x         | x         | x         | 20.89 |       |
| 9                 | Jacko Gill        | Nova Zelândia  | 20.36     | 19.82     | 20.82     | -1 !      | -1 !      | -1 !      | 20.82 |       |
| 10                | David Storl       | Alemanha       | x         | x         | 20.80     | -1 !      | -1 !      | -1 !      | 20.80 |       |
| 11                | Darrell Hill      | Estados Unidos | 20.79     | 20.56     | x         | -1 !      | -1 !      | -1 !      | 20.79 |       |
| 12                | Andrei Gag        | Roménia        | 19.96     | x         | x         | -1 !      | -1 !      | -1 !      | 19.96 |       |

Legenda
| Recorde mundial       | Recorde mundial (World record)               |                       | Recorde africano                      | Recorde africano (African) |                                           | Q | Classificado por posição (Qualified) |
| Recorde do campeonato | Recorde do campeonato (Championship record)  | Recorde da América    | Recorde da América (Americas)         | q                          | Classificado por melhor tempo (Qualified) |   |                                      |
| Melhor marca do ano   | Melhor marca do ano (World leading)          | Recorde asiático      | Recorde asiático (Asian)              | DNS                        | Não largou (Did not start)                |   |                                      |
| Recorde nacional      | Recorde nacional (National record)           | Recorde europeu       | Recorde europeu (European)            | DNF                        | Não terminou (Did not finish)             |   |                                      |
| Recorde pessoal       | Recorde pessoal do atleta (Personal best)    | Recorde da Oceania    | Recorde da Oceania (Oceania)          | DSQ / DQ                   | Desclassificado (Disqualified)            |   |                                      |
| Recorde da temporada  | Recorde da temporada do atleta (Season best) | Recorde sul-americano | Recorde sul-americano (South America) | NM                         | Sem marca (No mark)                       |   |                                      |